# Kedok Ketawa
Kedok Ketawa ([kəˈdɔʔ kəˈtawa]; lett. "La maschera che ride"; noto anche con i titoli alternativi Pendekar dari Preanger e Het Lachende Masker) è un film d'azione in bianco e nero del 1940 diretto da Jo An Djan. 
Realizzato nelle Indie orientali olandesi, venne prodotto da Ang Hock Liem per la sua Union Films e interpretato da Basoeki Resobowo, Fatimah e Oedjang. La storia ha per protagonista una coppia di amanti, Basuki e Minarish, che vedono la propria esistenza minacciata da un manipolo di criminali, assoldati da un ricco signore che vuole avere la fanciulla tutta per sé. I giovani tentano di respingerli con l'aiuto di un misterioso individuo mascherato.
La pellicola venne pubblicizzata come un «cocktail indonesiano di azioni violente […] e dolce romanticismo» e venne ben accolta dalla critica, che ne lodò soprattutto la fotografia. Il suo successo commerciale spinse Hock Liem a realizzare altri lungometraggi, completandone solo sei prima della chiusura forzata del suo studio cinematografico, avvenuta nel marzo 1942 a seguito dell'occupazione da parte del Giappone delle Indie orientali olandesi. Sono accertate delle proiezioni di Kedok Ketawa fino all'agosto 1944 e, come tutte le altre produzioni della Union, ora è considerata perduta.

## Trama

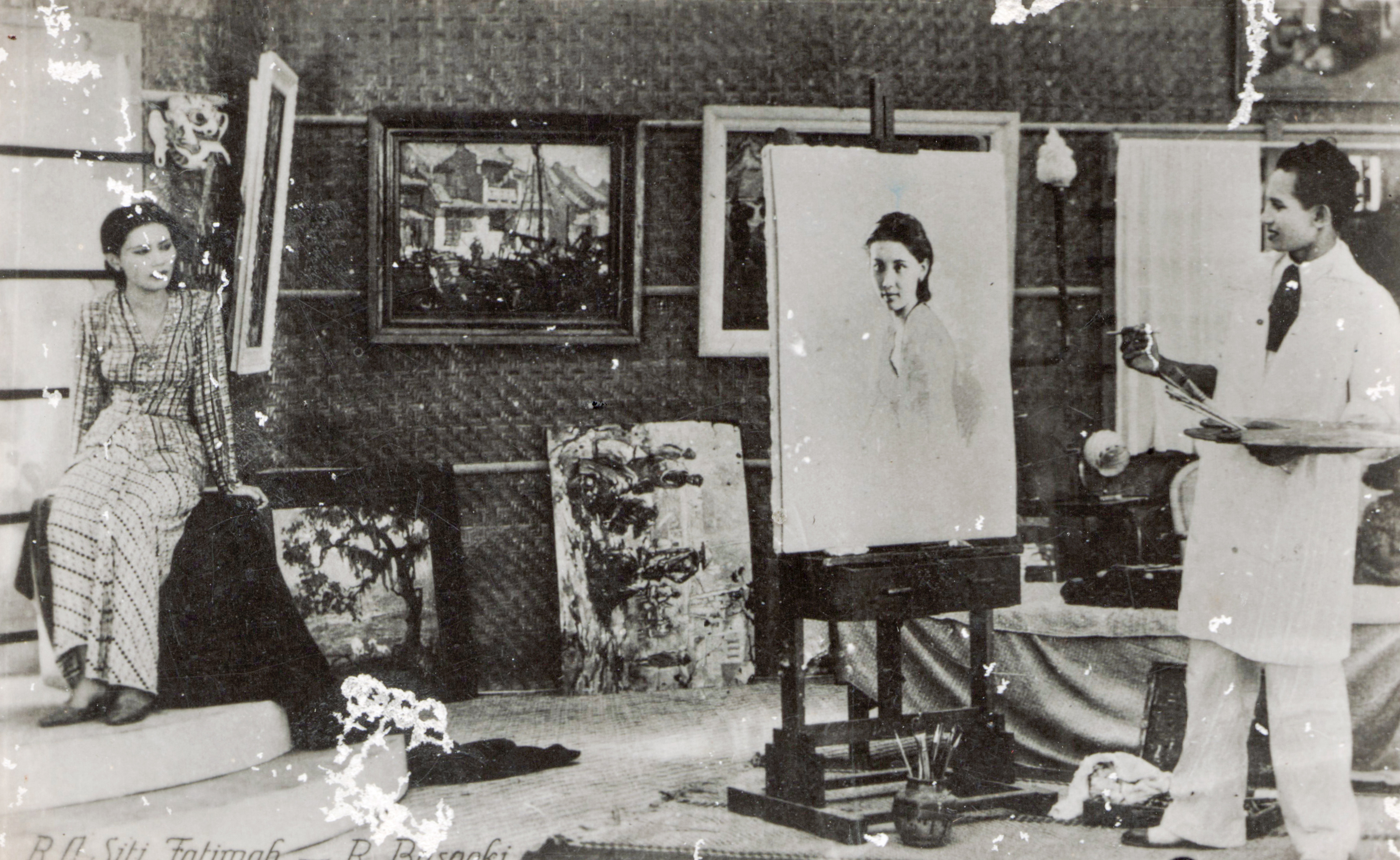
Basoeki Resobowo (a destra) mentre dipinge Fatimah in una scena del film

Nel villaggio di Cibodas, nel Banten, una ragazza di nome Minarsih è molestata da quattro delinquenti, ma viene salvata dal pittore Basuki. I due si innamorano e iniziano a pianificare una loro vita insieme. Tuttavia un uomo facoltoso, interessato a prendere la donna come moglie, incarica dei malviventi di rapirla. Basuki non è in grado di fronteggiarli, ma presto si unisce a un vigilante mascherato noto come "Kedok Ketawa", che ha delle abilità di combattimento straordinarie. Insieme a lui riesce a sconfiggere i malvagi fuorilegge e a vivere così in pace con Minarsih.

## Produzione
Kedok Ketawa fu la prima produzione della Union Films, una delle quattro nuove case cinematografiche fondate nelle Indie orientali olandesi in seno a una rinnovata fiducia nei confronti dell'industria autoctona, dovuta principalmente all'enorme successo commerciale del lungometraggio di Albert Balink Terang Boelan (1937). Caratterizzata da numerosi inserti d'azione, comici e musicali, la pellicola fu girata da Jo An Djan nel vero centro abitato di Cibodas.
I personaggi principali vennero interpretati da Oedjang, Fatimah e Basoeki Resobowo, mentre S. Poniman (che interpretò anche le canzoni della colonna sonora, le quali, com'era consuetudine per le produzioni dell'epoca, erano di genere kroncong) e Eddy Kock ricoprirono ruoli marginali. Oedjang era di formazione teatrale e non aveva mai lavorato per il grande schermo, mentre Fatimah e Basoeki erano nobili con soltanto un'istruzione formale e senza quindi alcuna esperienza recitativa: lo storico del cinema Misbach Yusa Biran riferisce, scrivendo nel suo saggio Sejarah Film 1900–1950: Bikin Film di Jawa del 2009, che la prima era stata «educata» («terpelajar»), non specificando tuttavia i suoi studi, mentre il secondo aveva lavorato come insegnante e si era distinto come pittore. Probabilmente furono dunque scritturati per attrarre un pubblico colto, in particolare quello degli intellettuali; d'altronde, la Union aveva l'obiettivo dichiarato di «migliorare la qualità dell'arte indonesiana». Gli studiosi Ekky Imanjaya e Said Salim affermarono, senza però scendere nel particolare tramite un confronto puntuale, che Kedok Ketawa sarebbe stato influenzato dal romanzo del 1897 di Bram Stoker Dracula attraverso la trasposizione filmica del 1931 di Tod Browning, in linea con la tendenza, esplosa dopo Terang Boelan, da parte degli studi di adeguare i propri lavori alla formula hollywoodiana, considerata una garanzia dal punto di vista del riscontro economico.
Kedok Ketawa si inseriva in un piccolo filone di film aventi per protagonisti degli uomini in costume: un anno prima della Union, la Tan's Film aveva prodotto Gagak Item, in cui Rd Mochtar interpretava il "Corvo Nero" del titolo, e un anno dopo la Java Industrial Film avrebbe distribuito Srigala Item, con sempre Mochtar nei panni del "Lupo Nero".

## Distribuzione e accoglienza

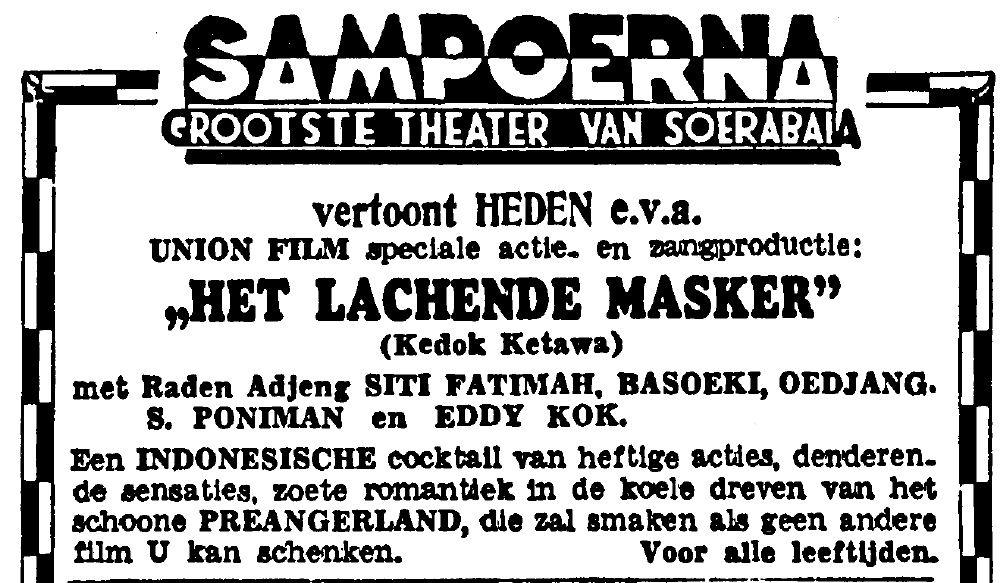
Una pubblicità su un giornale di Surabaya per Kedok Ketawa

Il lungometraggio uscì nelle sale di Batavia nel luglio 1940, dopo una proiezione stampa del 20 di quel mese, in cui venne giudicato adatto a un pubblico di tutte le età. A settembre veniva visto a Surabaya. Riscosse un notevole successo soprattutto presso i Peranakan (o Baba-Nyonya), la compagine etnica dei cinesi dello stretto, assieme a molti altri film del genere (come Alang-Alang o Poesaka Terpendam); come scrisse William Gwee Thian Hock nel suo saggio A Baba Boyhood: Growing Up During World War 2 (2013):
Una tagline lo pubblicizzava come:
In alcune testate giornalistiche indonesiane, come il Pemandangan, veniva utilizzato il titolo alternativo Pendekar dari Preanger, mentre in quelle dei coloni danesi Het Lachende Masker (traduzione in lingua dell'originale). Il giornalista e sceneggiatore Saeroen, fondatore di Pemandangan, lodò Kedok Ketawa, in particolare la fotografia e la bellezza della scenografia, e lo paragonò alle produzioni di Hollywood importate nelle Indie. Un anonimo recensore del Bataviaasch Nieuwsblad trovò che fosse un mix di sensibilità nativa ed europea e anche lui apprezzò la fotografia, aggiungendo che nel complesso il risultato raggiunto aveva superato le sue aspettative, sebbene fosse evidente che si trattasse di una prima produzione. Un critico del Soerabaijasch Handelsblad lo considerò tra le migliori pellicole locali, sottolineando la qualità della fotografia e della recitazione.

## Conservazione

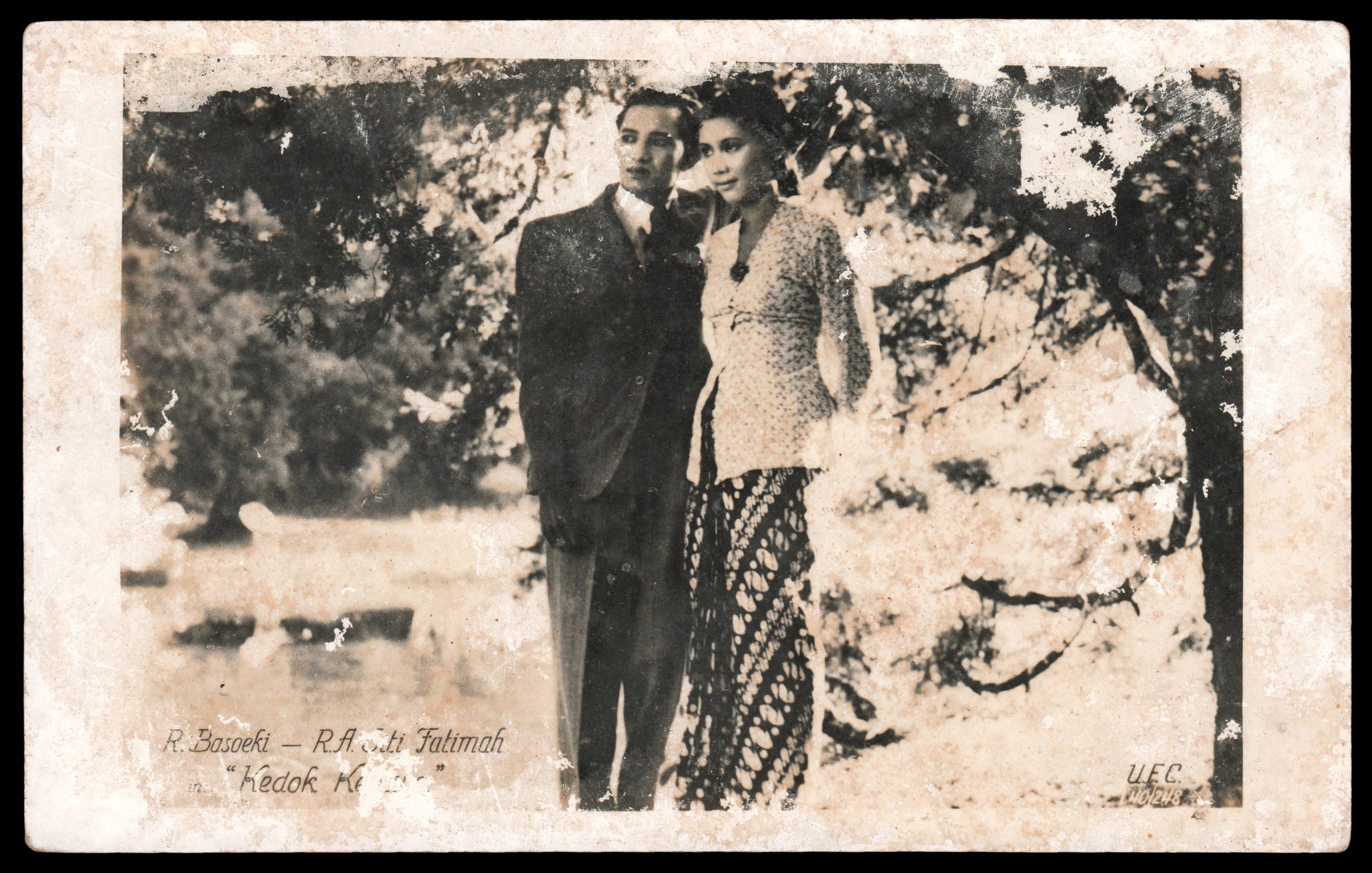
Basoeki e Fatimah in una cartolina promozionale del film

Dopo Kedok Ketawa, la Union Films realizzò altri cinque film (fino alla sua chiusura forzata nel marzo 1942 a seguito dell'occupazione da parte del Giappone delle Indie orientali olandesi), tutti diretti o da R Hu o da Ariffien (a parte l'ultimo, Mega Mendoeng, girato da Boen Kim Nam) e tre dei quali sceneggiati da Saeroen (che sarebbe passato alla concorrente Star Film dopo Wanita dan Satria, nel tardo 1941). Gran parte del cast rimase con lo studio per diverse produzioni; Zonder e Soelastri ad esempio comparvero nel successivo Bajar dengan Djiwa (1941).
Le ultime proiezioni del lungometraggio sono datate ad agosto 1944 e si ritiene che esso sia perduto, dato che tutti i film dell'epoca erano stati girati su pellicole di nitrato di cellulosa infiammabili, che vennero deliberatamente eliminate dagli studi dopo che un incendio distrusse buona parte del magazzino della Produksi Film Negara, tra il 1952 e il 1953. Di fatto l'antropologo visuale statunitense Karl G. Heider suggerì che ogni opera cinematografica indonesiana realizzata prima degli anni cinquanta sia ormai da considerarsi irrecuperabile. Tuttavia, lo storico del cinema JB Kristanto, nel suo Katalog Film Indonesia 1926-1995, riporta che diverse opere sopravvissero negli archivi della Sinematek Indonesia e il collega Misbach Yusa Biran aggiunge, nel suo saggio Sejarah Film 1900-1950: Bikin Film di Jawa del 2009, che a salvarsi furono numerosi film di propaganda giapponesi, sfuggiti al Servizio informazioni del governo olandese.